# Adrie Bogers
Adrianus Antonius Bogers, detto Adrie (Breda, 4 maggio 1965), è un allenatore di calcio ed ex calciatore olandese, di ruolo difensore.